# سعيد أباد كوه زردوئية (غلزار بردسير)
سعيد أباد كوه زردوئية (بالفارسية: سعیدآباد کوه زردوئیه) هي قرية تقع في إيران في البلدة المركزية.